# Salle Piette

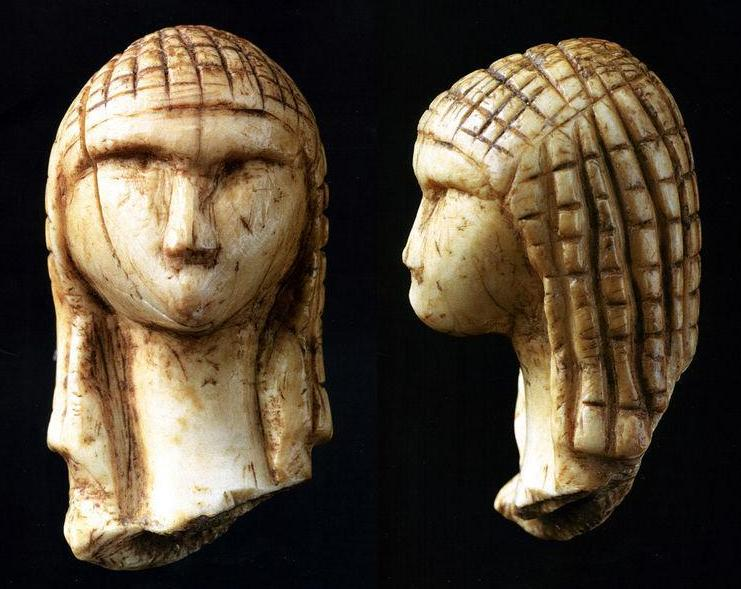
La Dame de Brassempouy, ou la Dame à la capuche, datée vers 25000 ans AP, fouilles Édouard Piette, 1894-97

La Salle Piette est une salle du Musée d'Archéologie nationale de Saint-Germain-en-Laye (Yvelines), où est exposée la collection du préhistorien français Édouard Piette (1827-1906).

## Historique
Édouard Piette, dont la santé était devenue fragile après la guerre de 1870, avait effectué une cure thermale dans les Pyrénées. C’est dans cette région qu’il s'est mis à fouiller de 1871 à 1897 (notamment à Gourdan-Polignan en Haute-Garonne, à Lortet dans les Hautes-Pyrénées, à Arudy dans les Pyrénées-Atlantiques, au Mas d’Azil en Ariège et à Brassempouy dans les Landes) et qu’il a découvert de nombreux vestiges paléolithiques. Ces objets sont à l'origine de sa collection.
Toutes ses recherches ont été financées sur ses propres fonds. Néanmoins Édouard Piette a choisi de donner sa collection au Musée d'Archéologie nationale en 1904, en imposant toutefois quelques conditions :
- elle devait être conservée dans une salle qui lui soit réservée et présentée selon sa classification ;
- le musée devait financer la publication de son ouvrage l'Art pendant l'Âge du renne ;
- si possible, la salle devrait porter son nom et son buste devrait y figurer.

On peut depuis y admirer l’une des plus belles collections d’art paléolithique, dont la célèbre « Dame à la Capuche » de Brassempouy (Landes).

## Restauration

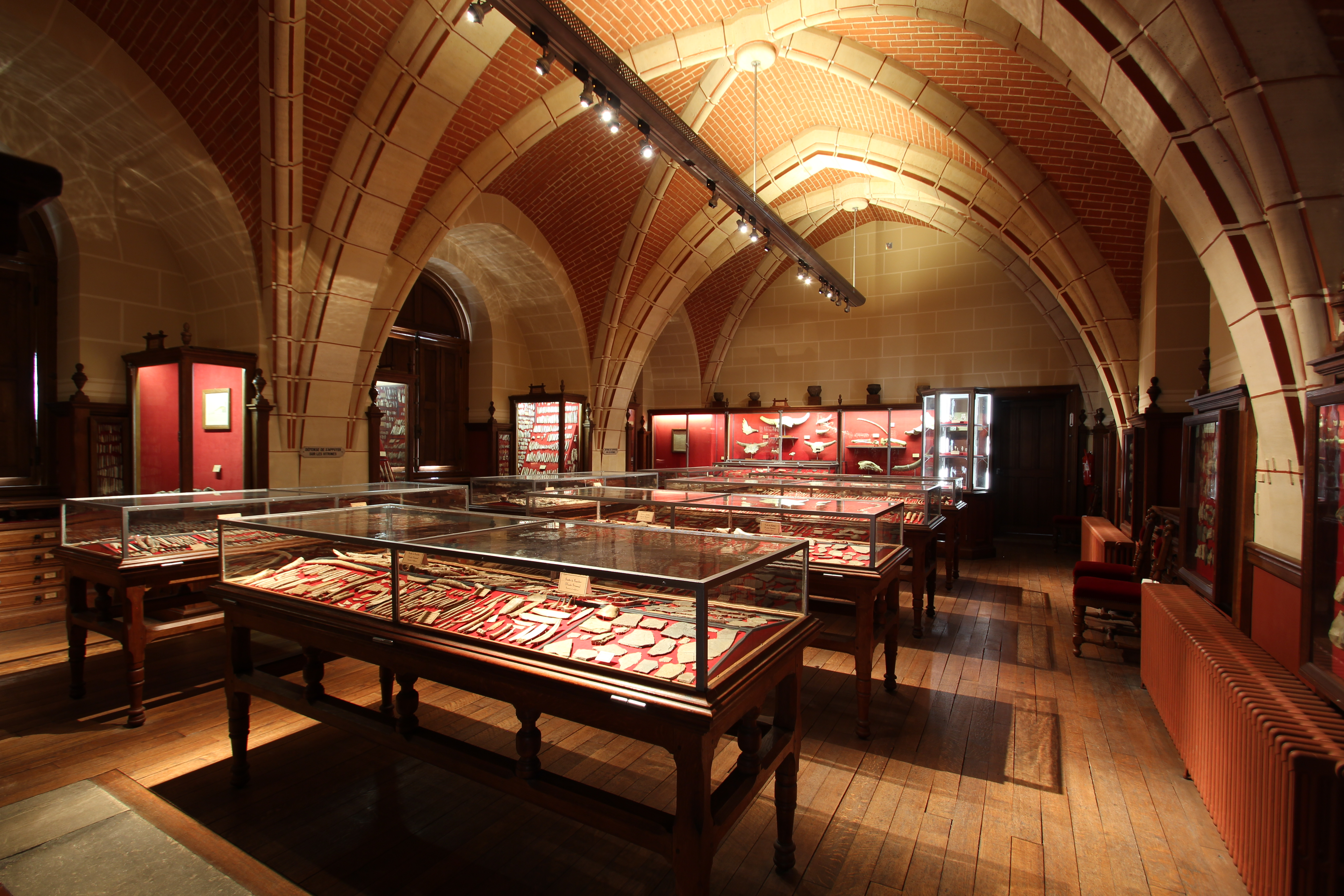
Salle Piette restaurée au Musée d'Archéologie nationale de Saint-Germain-en-Laye

La muséographie de la salle Piette a été entièrement restaurée en respectant les directives d’Édouard Piette et l'esprit du XIXe siècle. L'électricité a été refaite, les peintures ont été restaurées, mais le chauffage reste inchangé. Des volets en bois, occasionnellement ouverts, ont été conçus par l’architecte en chef des monuments historiques en se basant sur le mobilier existant, pour protéger la salle de la lumière et de ses rayons UV. Une nouvelle rampe de projecteurs éclaire aussi la salle et les vitrines, et les vitrines murales sont équipées de tubes à base de diodes non calorifiques.
En ce qui concerne les vitrines, les socles en bois et des fonds en tissu ont dû être refaits. Le chêne et la feutrine, trop acides et qui abimaient les œuvres, ont été remplacés par un peuplier exotique au pH neutre, l'ayous, et un textile moderne à base de microfibre. De plus, les systèmes d'accrochage sont en laiton comme à l’origine, mais ont été gainés de matière plastique, de type « cathéter », pour protéger les objets exposés. Les cartels originels ont été reproduits et réalisés dans une police de caractère dans l’esprit d’une écriture manuscrite du début du XXe siècle. De même, des chaises du musée de Napoléon III ont été retapissées et placées dans la salle à l’attention des visiteurs. Enfin, le buste en marbre d’Édouard Piette a été nettoyé par le service de restauration du musée, avant de retourner près de la cheminée.
La salle Piette a rouvert au public en janvier 2009.

## Visites
La salle est accessible à des groupes limités à 19 personnes dans le cadre de conférences, avec une conférencière de la Réunion des Musées nationaux. Le calendrier des visites est disponible sur le site du musée d'Archéologie nationale.